# Severin Fischer

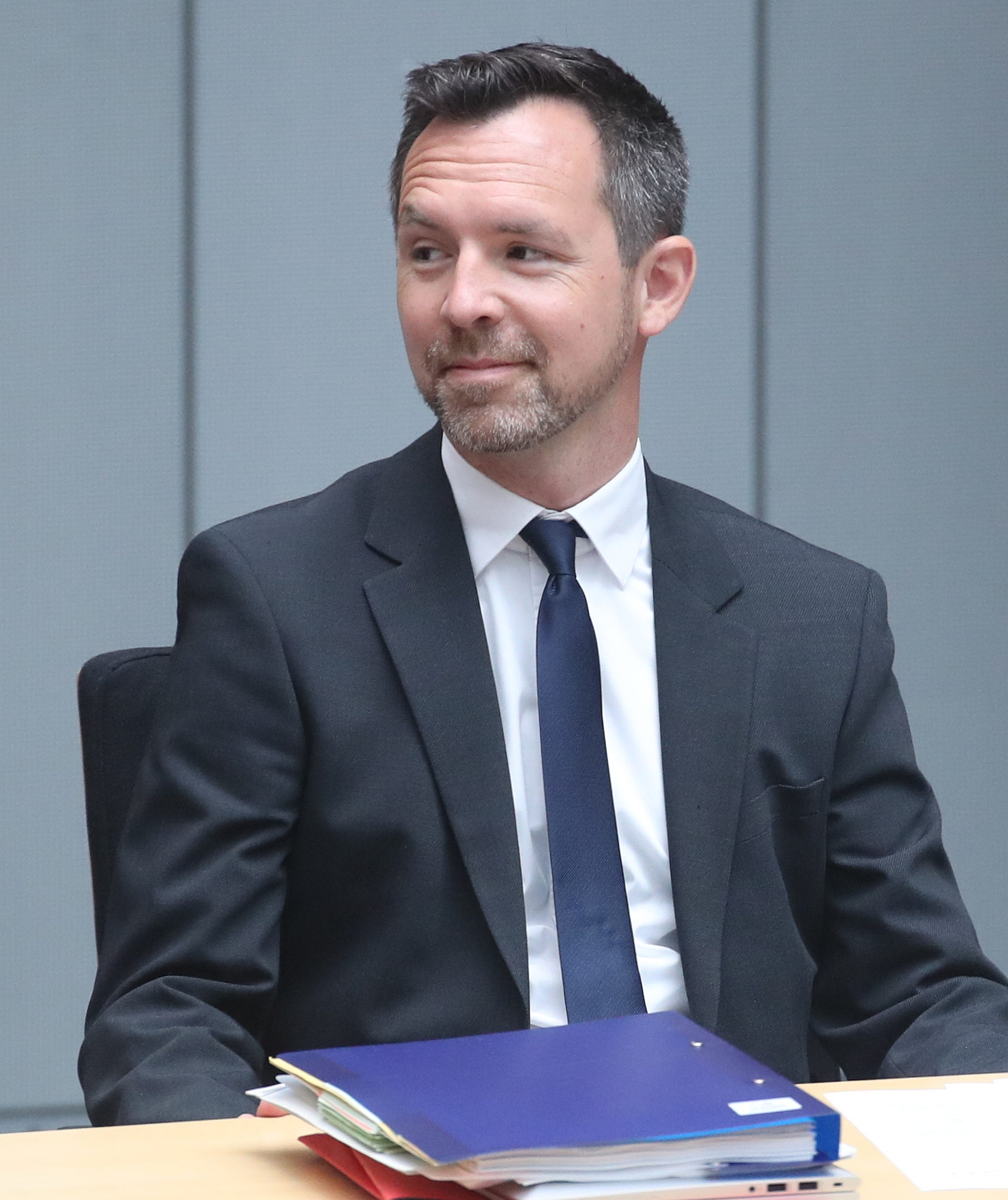
Severin Fischer, 2025

Severin Fischer (* 29. Oktober 1983 in Erlangen) ist ein deutscher politischer Beamter (SPD). Er ist seit 2023 Staatssekretär in der Senatsverwaltung für Wirtschaft, Energie und Betriebe. Davor war er von 2021 bis 2023 Chef der Berliner Senatskanzlei im Amt eines Staatssekretärs.

## Leben

### Ausbildung
Severin Fischer besuchte von 1990 bis 1994 die Grundschule Dechsendorf und von 1994 bis 2003 das Christian-Ernst-Gymnasium in Erlangen. Danach studierte er von 2003 bis 2008 Politikwissenschaften an der Friedrich-Alexander-Universität Erlangen-Nürnberg sowie von 2005 bis 2006 an der Andrássy Universität Budapest und erreichte einen Abschluss als Diplom-Politologe. Er wurde mit einer Arbeit über die „Die Europäisierung der deutschen Energie- und Klimapolitik – Neue Formen der Politikgestaltung und Steuerung im EU-Mehrebenensystem“ an der Universität Trier zum Dr. promoviert.

### Werdegang
Fischer war von 2008 bis 2011 wissenschaftlicher Mitarbeiter und Projektleiter am Institut für Europäische Politik in Berlin. Zudem war er von 2009 bis 2010 Mitarbeiter des Vorsitzenden des Ausschusses für Umweltfragen, öffentliche Gesundheit und Lebensmittelsicherheit, Jo Leinen (SPD), des Europäischen Parlamentes in Brüssel. Er war von 2012 bis 2014 Promotionsstipendiat (Fellow) der Hans-Böckler-Stiftung an der Stiftung Wissenschaft und Politik in Berlin, wo er anschließend auch als Wissenschaftler tätig war. Danach arbeitete er von 2015 bis 2018 als Senior Researcher beim Center for Security Studies der Eidgenössischen Technischen Hochschule Zürich.
Vom 18. März 2018 bis 2021 war er unter Bundesministerin Franziska Giffey (SPD) Chef des Leitungsstabes im Bundesministerium für Familie, Senioren, Frauen und Jugend. Im selben Bundesministerium wurde ihm danach die Leitung einer Unterabteilung übertragen.
Im Zuge der Bildung des Senates Giffey wurde Fischer am 22. Dezember 2021 zum Chef der Berliner Senatskanzlei und Staatssekretär für Medien und die Metropolregion unter der Regierenden Bürgermeisterin von Berlin, Franziska Giffey, ernannt. In dieser Funktion war er ab dem 1. März 2022 als Vertreter des Landes Berlin Mitglied des ZDF-Fernsehrats und dort Mitglied im Programmausschuss Chefredaktion. Nach der Bildung des Senates Wegner folgte er Senatorin Franziska Giffey in die Senatsverwaltung für Wirtschaft, Energie und Betriebe und wurde dort am 28. April 2023 zum Staatssekretär ernannt.
Fischer ist der SPD-Kandidat für das Amt des Oberbürgermeisters in Potsdam. Die Wahl soll am 21. September 2025 stattfinden.

### Partei
Zwischen 2018 und 2020 war Fischer Kreisvorsitzender der SPD Neukölln. Er folgte auf Franziska Giffey, welche den Vorsitz von 2014 bis 2018 innehatte.